# J. J. Fad
J. J. Fad (читается как: Джей. Джей. Фэд) — американская девичья рэп-группа из Калифорнии. 
Существует два варианта расшифровки аббревиатуры группы: Имена участниц — Juana, Juanita, Fatima, Anna, и Dana а ещё, Just Jammin', Fresh and Def.

## История
Группа была сформирована в 1985 году и состоял из пятерых участников. Этот коллектив был одним из первых, кто заключил контракт с Ruthless Records.
В 1987 году они выпустили сингл "Anotha Ho".
Добавив к первоначальным участникам еще двух участников, они переписали и переиздали "Supersonic" в 1988 году. Альбом и сингл получили золотой статус и стали доступны поп-аудитории за счет добавления элементов электроники в музыку.
После того, как группе не удалось добиться успеха своим следующим альбомом, они распались.
Спустя почти два десятилетия они воссоединились и по сей день продолжают выступать на различных концертах.
В разное время их музыка использовалась в песнях других артистов, а также в видеоиграх и фильмах.

## Дискография
- Supersonic (1988)
- Not Just a Fad (1990)